# Ernst Fresdorf

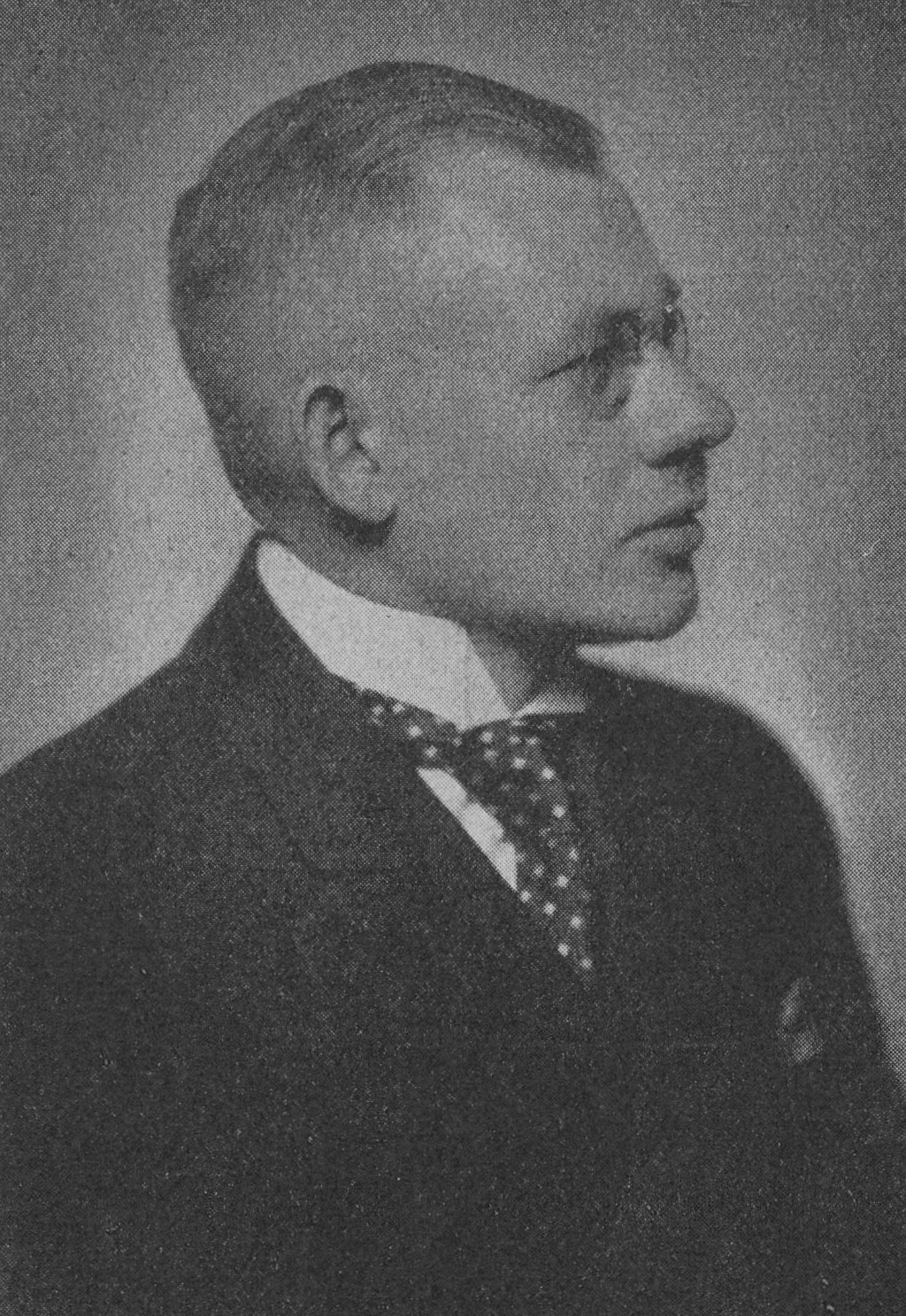
Ernst Fresdorf, um 1927

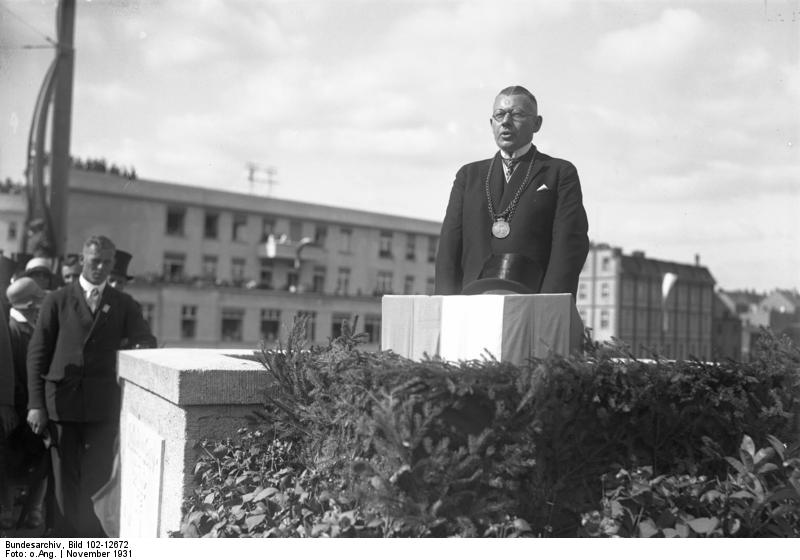
Ernst Andreas Fresdorf bei einer Rede (November 1931)

Ernst Andreas Fresdorf (* 4. September 1889 in Rothensee, Kreis Wolmirstedt; † 25. Oktober 1967 in Köln) war ein deutscher leitender Kommunalbeamter. 

## Leben
Der aus Loburg (Kreis Jerichow I) gebürtige Vater war nach 12-jährigem Militärdienst als Amtsgerichtskanzleisekretär tätig. Die Mutter stammte aus Großmühlingen (Kreis Bernburg, Herzogtum Anhalt).

### Ausbildung
Fresdorf besuchte zunächst die Bürgerschule Magdeburg, dann das dortige Reformrealgymnasium, wo er 1909 die Reifeprüfung ablegte. Danach studierte er an den Universitäten Freiburg, Leipzig, Marburg, Berlin sowie Halle (Saale) Jura und wurde am 2. März 1913 bei Paul Oertmann an der Friedrich-Alexander-Universität Erlangen-Nürnberg mit der Arbeit „Das Gläubigeranfechtungsrecht als Grundlage der Widerspruchsklage“ promoviert.
Das erste juristische Staatsexamen legte er im Juli 1912 in Naumburg (Saale) ab. Am 5. Dezember 1912 wurde er beim Amtsgericht Wanzleben als Gerichtsreferendar vereidigt. Nach kurzzeitiger Einberufung wurde er etwa 1915 vom Militärdienst aus Gesundheitsgründen befreit. Sein Assessorexamen legte er mit Prädikat „fast gut“ am 19. Februar 1918 ab. Als Gerichtsassessor übte er kommissarisch selbständig richterliche Tätigkeit bei den Amtsgerichten Wittenberg, Calbe (Saale), Barby, Magdeburg, bei der Strafkammer am Landgericht Magdeburg und staatsanwaltliche Tätigkeit in Stendal aus. Anfang Oktober 1918 schied er aus der preußischen Justizverwaltung aus und arbeitete als Assessor unter dem Landeshauptmann Ernst von Heyking bei der Provinzialverbandsverwaltung Posen.
1919 heiratete er in Liegnitz Charlotte (genannt Lotte) Thiel.
Nach Posens Übergabe an Polen wurde er, vermittelt durch Kurt von Kleefeld, als Syndikus bei der Fürstlich-Hohenloheschen Verwaltung mit Hauptsitz in Berlin, konkret bei der Fürstlichen Kammer in Slawentzitz (Kreis Cosel) in der Provinz Oberschlesien tätig. Er bearbeitete dort juristische und wirtschaftliche Fragen der 120.000 Morgen Forst- und 80.000 Morgen Landwirtschaft umfassenden Verwaltung. Nach eigenen Angaben verließ Fresdorf diese Region aber wieder wegen der dort ebenfalls aufkeimenden Unruhen. Slawentzitz gehörte dann auch im weiteren Verlauf während des dritten polnischen Aufstands 1921 zu den Schauplätzen heftiger bewaffneter Auseinandersetzungen zwischen polnischen Aufständischen und deutschen Freiwilligenverbänden unter Beteiligung des Freikorps Oberland.

### Tätigkeit in Magdeburg
Im Juni 1919 wurde Fresdorf Magistratsassessor in Magdeburg, ab 1. April 1920 Magistratsrat, ab 1. April 1922 besoldetes Mitglied des Magistrats (gewählter Stadtrat) und als solches schließlich auch Dezernent für Theater- und Orchesterangelegenheiten, nachdem er zunächst das Dezernat für Grundstücks-, Baupolizei-, Fluchtlinien- und Siedlungsangelegenheiten übernommen hatte. Fresdorfs Tätigkeit für die Magdeburger Theater wird später als zielstrebig charakterisiert. Als Kommunalbeamter war er möglicherweise schon für die 1922 im Rotehornpark durchgeführte MIAMA (Mitteldeutsche Ausstellung Magdeburg oder ausführlich Mitteldeutsche Ausstellung für Siedlung, Sozialfürsorge und Arbeit – „Ausstellung des Wiederaufbaus“) tätig. Zumindest wirkte er jedoch bei der international beachteten Deutschen Theaterausstellung in Magdeburg 1927 im Rotehornpark, die zunächst als „Maske Magdeburg 1926“ geplant war, mit.
Seit 1920 war Fresdorf Mitglied der SPD. Einige Indizien sprechen dafür, dass er persönlich innerhalb der Partei immer mehr dem rechten Flügel zuzuordnen war. In seiner Magdeburger Amtszeit war zeitweilig auch sein Bruder, der in einer Siedlung im Stadtteil Westerhüsen lebende Bauingenieur Erich Fresdorf, bei der Stadtverwaltung im Bereich Siedlungswesen aktiv.

### Oberbürgermeister von Brandenburg

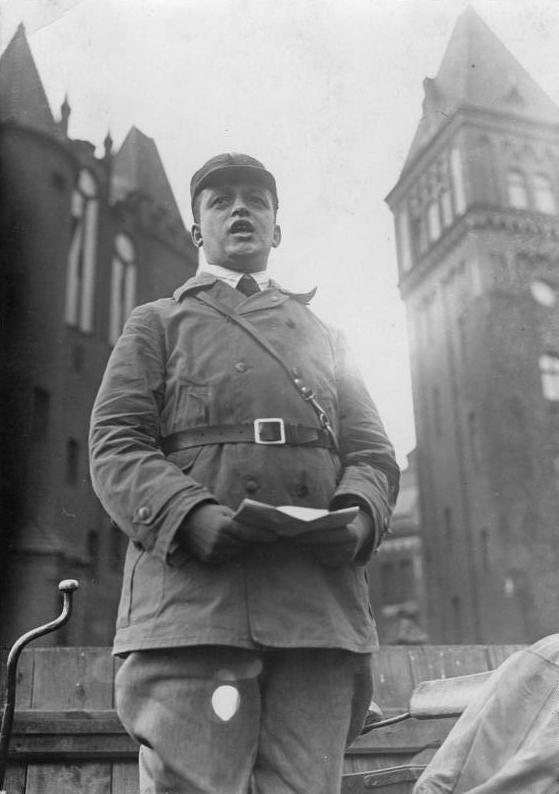
Friedrich Ebert junior, 1928

Im November 1926 wurde er zum Oberbürgermeister der Stadt Brandenburg an der Havel gewählt. Hier war er Mitglied in leitenden Gremien des Preußischen und Deutschen Städtetages in Berlin und wurde 1928 zum Vorstandsmitglied des Preußischen Städtetages gewählt, dem er bis März 1932 angehörte. Er hat dort schwerpunktmäßig als Mitglied des Wohnungsausschusses sowie als Siedlungsfachmann mitgewirkt und galt als Fachmann für das Liegenschaftswesen. Er war ungefähr von 1926 bis 1932 auch Mitglied des Verwaltungsrats der Girozentrale der Provinz Brandenburg sowie Kreisdirektor der Provinzialfeuersozietät. Weiterhin war er ebenfalls von etwa 1926 bis 1932 Mitglied leitender Gremien in regionalen und reichsweiten Fremdenverkehrsorganisationen. So hatte er den Vorsitz des Brandenburgischen Verkehrsverbandes inne, den er aus zersplitterten, sich bekämpfenden Organisationen für das gesamte Gebiet der Mark Brandenburg zusammenfasste. Noch 1933 – als er als Kölner Bürgermeister schon abgesetzt war – war er Ehrenvorsitzender dieses Verbandes. Dieser Provinzialverkehrsverband gewann schnell an Bedeutung. Fresdorf wurde als dessen Vorsitzender auch Vorsitzender des Preußischen Landesverkehrsverbandes und als solcher Mitglied des engeren Vorstandes des Bundes Deutscher Verkehrsvereine. An der Einigung der gegeneinander arbeitenden nord- und süddeutschen Landesverkehrsverbände hatte Ernst Fresdorf nach eigenen Angaben besonderen Anteil. Als Ausstellungskommissar des Bundes Deutscher Verkehrsverbände arbeitete Fresdorf an der „Verkehrsausstellung“ in Dresden 1929, offiziell der 8. Jahresschau Deutscher Arbeit „Reisen und Wandern“, mit.
Fresdorf förderte den Bau von Stadtrandsiedlungen nach einem damals neuartigen Konzept. Die Stadtrandsiedlungen in Brandenburg verdankten nach Selbstaussage von Ernst Fresdorf „den ausgezeichneten Vorbereitungen des Stadtbaurates Erbs – Brandenburg und meiner Initiative ihre Entstehung, Durchführung und Erweiterung“. Die Brandenburger Siedlungen galten als „Prototyp“ und dienten dem später ernannten Reichssiedlungskommissar mit als Muster. Ernst Fresdorf bezeichnet sich selbst 1933 als überzeugten Anhänger der Bodenreformbewegung. Er habe in allen seinen Wirkungskreisen diese Auffassung in praktischer Arbeit in die Tat umgesetzt. Hierzu gehörten die Einführung des Erbbaurechtes, weitgehende Förderung der Stadtrandsiedlung etc. Seine fachmännische Arbeit habe Zustimmung und Verständnis „breitester Bevölkerungskreise … auf dem Gebiete des Grundstücks- und Siedlungswesens“ gefunden. Stets einstimmige Beschlüsse der Fachausschüsse würden diese Tatsache bestätigen.
Das Verhältnis zwischen ihm und dem brandenburgischen SPD-Fraktionsführer Friedrich Ebert junior wird in der Rückschau wenige Jahre nach 1945 jedoch als spannungsvoll beschrieben. Unter Eberts Führung habe die SPD-Stadtverordnetenfraktion radikalere politische Positionen vertreten, während Ernst Fresdorf als Verwaltungschef einen gemäßigteren Kurs verfolgte. Diese beständige Konfliktsituation soll Fresdorf bewogen haben, den Oberbürgermeisterposten in Brandenburg aufzugeben und nach Köln zu gehen. Seine Wahl dort war allerdings ein Politikum. Die Diskussionen in der Kölner Stadtverordnetenversammlung wurden in Teilen sehr polemisch geführt.

### Bürgermeister von Köln
Am 20. November 1931 wurde er zum Ersten Beigeordneten und Bürgermeister der Stadt Köln gewählt, zuständig für die Vertretung des Oberbürgermeisters und die Grundstücksverwaltung, später auch Dezernent der Städtischen Werke. Das Amt trat er am 28. Januar 1932 an. Zuvor war in Köln der langjährige Erste Beigeordnete und Bürgermeister Bruno Matzerath ausgeschieden. Die Nachbesetzung einer Beigeordnetenstelle mit Fresdorf ist sicherlich darauf zurückzuführen, dass Vertreter der protestantischen Kölner Bürgerschaft den Wunsch nach einem weiteren evangelischen Beigeordneten im damals etwa 16-köpfigen Kölner Beigeordnetenkollegium geltend machten. Die passende fachliche Eignung, berufliche Vorerfahrung sowie der persönliche Bekanntheitsgrad ergaben sich aus der gemeinsamen Arbeit in den Verbänden und auch der Parteizugehörigkeit zur SPD. Alle Faktoren entsprachen dem geschickten, auf ausgewogene, paritätische Teilhabe aller kommunalpolitisch wichtigen Kräfte bedachten Interessenausgleich, wie Konrad Adenauer ihn verfolgt haben dürfte.
In die erste Phase Fresdorfs Kölner Amtszeit fällt die Gründung der Siedlungsgesellschaft Am Bilderstöckchen, welche bezahlbaren Wohnraum in Kleinsiedlungen, einem ähnlichen Modell wie zuvor in Brandenburg verfolgt, für weniger Begüterte schaffen wollte. Zu den bedeutenden Bauten, die während seiner Kölner Amtszeit als Liegenschaftsdezernent errichtet oder fertiggestellt wurden, gehört zum Beispiel das Krankenhaus Hohenlind.
Unmittelbar nach der Kommunalwahl am 12. März 1933 setzte der Kölner Regierungspräsident Hans Elfgen auf Druck des NS-Gauleiters Josef Grohé am 13. März den Oberbürgermeister Konrad Adenauer, den Bürgermeister Ernst Fresdorf und gleichzeitig den Beigeordneten Johannes Meerfeld (SPD) ab. Die NSDAP-Stadtverordnetenfraktion, zu der auch Grohé gehörte, hatte bereits 1931 vor dem Amtsantritt von Fresdorf anlässlich der beabsichtigten und beschlossenen Stellenbesetzung und der Wahl im Stadtparlament angekündigt, Fresdorf absetzen zu wollen, „papierene Verträge“ würden sie nicht hindern, zu gegebener Zeit das zu tun, was sie für richtig halte.
Die „Absetzung“ am 13. März entsprach einer Suspendierung oder Beurlaubung und stellte eher eine vorläufige Maßnahme dar. Am 1. November 1933 wurde Ernst Fresdorf auf Grund des Gesetzes zur Wiederherstellung des Berufsbeamtentums in den Ruhestand versetzt.

### Flucht und Illegalität
Am 7. oder 9. März 1933 wurde Fresdorf verhaftet und war dann bis 4. April 1933 zuerst im Kölner Gefängnis Klingelpütz und dann im Zuchthaus Wittlich inhaftiert. Wilhelm Sollmann berichtete, am Abend des 9. März 1933 seien der Bürgermeister Fresdorf und der Beigeordnete Jean Meerfeld, beide unverletzt, ins Gefängnislazarett in Köln eingeliefert worden. Sollmann war zusammen mit seinem Redaktionskollegen von der Rheinischen Zeitung Hugo Efferoth am gleichen Tage nach schweren Misshandlungen von NSDAP-Angehörigen der Polizei übergeben worden und wurde im Polizeigefängnis im Klingelpütz medizinisch versorgt.
Ernst Fresdorf konnte nach 1950 im Entschädigungsverfahren glaubhaft machen, dass er nach der Haftentlassung etwa von Mai 1933 bis April 1934 in der Illegalität lebte. Für die finanzielle Haftentschädigung wurde ihm dieser Zeitraum anerkannt, weil zeitweilig seine erneute Verhaftung durch die Gestapo drohte, weswegen er unter anderem 1933 auch im Kolpinghaus in Köln vorübergehend versteckt wurde und seinen tatsächlichen Aufenthalt mehrmals unangemeldet wechselte. Er hielt sich unter anderem bei einem Verwandten verborgen, der seit 1932 als Landpfarrer in Micheln (Kreis Calbe a./S.) tätig war. Von dort reiste er im Sommer 1933 fluchtartig ab, als der Polizei sein Aufenthalt bekannt geworden war. Der Ortsgendarm soll sich dem Pfarrer gegenüber auf einen über „Staatsfunk“ durchgegebenen Verhaftungsbefehl Hermann Görings bezogen haben. Es soll wiederholt Hausdurchsuchungen in der Wohnung von Ernst Fresdorf während der Zeit des illegalen Lebens gegeben haben.
Nur teilweise anerkannt wurde ein finanzieller Berufsschadensausgleich, denn die Besoldungseinbußen wurden von der Entschädigungsbehörde nur zum Teil als Folge nationalsozialistischen Unrechts angesehen, zum anderen Teil aber als Auswirkung allgemeiner Einsparungsgesetzgebung, insbesondere von Besoldungsabsenkungen, von denen jeder Beamte betroffen war. Diese Sichtweise teilte Fresdorf nicht und war mit dem Ergebnis des Verfahrens, wie er sich ausdrückte, unter rechtlichen und moralischen Gesichtspunkten nicht einverstanden, verzichtete aber auf eine Klage. Gegenüber dem Regierungspräsidenten Köln als Entschädigungsbehörde brachte Fresdorf zum Ausdruck, ihm sei die Arbeit insgesamt 17 Jahre lang mit Gewalt aus den Händen genommen worden. Ein angemessener Ausgleich sei daher gerechtfertigt. Die Stadt Köln argumentierte in ihren Berichten und Anträgen an den Regierungspräsidenten auch damit, man habe Fresdorf 1950 als „Wiedergutmachungsbeamten“ eingestellt.
Als politisch Verfolgter und ehemaliger politischer Häftling wurde er in Köln in einem förmlichen Verfahren anerkannt.

### Wirken in der Zeit des Nationalsozialismus
Im Mai 1933 stellte er noch einen Aufnahmeantrag bei der NSDAP-Ortsgruppe in Bernburg (Saale), der diese jedoch nicht mehr vor Ende des Aufnahmestopps erreichte. Unterstützt von seinen im Land Anhalt und der Provinz Sachsen lebenden Brüdern, von denen einer schon länger NSDAP-Mitglied war und unter Nutzung seiner persönlichen Kontakte in den Parteiorganisationen an seinem Wohnort, so auch beim Bernburger SA-Führer Ulrich Freiherr von Bothmer, dem späteren Generalarbeitsführer und nachfolgenden SRP-Politiker, zu intervenieren versuchte, war er intensiv bemüht, sich gegen seine Absetzung zu wehren, und eine weitere Mitarbeit in leitender Position zu erreichen.
Der Bruder unternahm Eingaben auf verschiedenen Ebenen und bemühte sich auch persönlich in Köln beim neuen Oberbürgermeister Günter Riesen, jedoch ohne Erfolg. Das Ausscheiden aus dem aktiven Dienst fiel Fresdorf nach damaligem Bekunden sehr schwer, und das Verurteiltsein zur Untätigkeit bedrückte ihn. Zur Wiederverwendung im öffentlichen Dienst bzw. zur Reaktivierung aus dem Ruhestand, geschweige denn zu einer Rehabilitierung, kam es aber bis zum Ende des NS-Regimes nicht. Auch außerhalb der öffentlichen Verwaltung war es für ihn schwierig, beruflich wieder Fuß zu fassen. Nach seiner Amtsenthebung und anschließenden Zwangspensionierung 1933 stellte Fresdorf bis etwa 1936 Zulassungsanträge als Rechtsanwalt im Oberlandesgerichtsbezirk Köln und als Verwaltungsrechtsrat beim Preußischen Oberverwaltungsgericht in Berlin, die abgelehnt wurden.
Unter den in diesen Antragsverfahren von verschiedenen Parteidienststellen (auch von Einzelpersonen wie Rechtsanwalt Heimsoeth in Köln, einem ehemaligen DNVP-Stadtverordneten) eingeholten Personenauskünften, die in der politischen Beurteilung allesamt negativ ausfielen, stechen die Stellungnahmen der NSDAP im Gau Kurmark (Mark Brandenburg) durch ihren besonders scharfen Ton hervor. Das 1933 auf Betreiben der neuen Machthaber eingeleitete Dienststrafverfahren gewann Fresdorf mit Unterstützung seines früheren Beigeordnetenkollegen Ernst Schwering nach etwa zwei Jahren Dauer.
Etwa ab 1935 arbeitete er mit dem Wirtschaftstreuhänder und Steuerberater Richard Fuchs in Köln zusammen und bildete sich auch in der Hinsicht fort. Ungefähr ab 1937 war er als juristischer Hilfsarbeiter in dessen Praxis tätig. Fresdorf versuchte für den Beruf des Devisenberaters und als Helfer in Steuersachen eine entsprechende Zulassung zu bekommen, die ihm aber wegen politischer Unzuverlässigkeit verweigert wurde. Das Ablehnungsschreiben des Finanzpräsidenten vom 10. Mai 1940 im Blick auf die Zulassung als Devisenberater soll 1945 von den sowjetischen Organen in Eisenach beschlagnahmt worden sein.
Nach verschiedenen Quellen hat Fresdorf ab 1937 Devisenangelegenheiten der verfolgten Juden bearbeitet.
Nichtarier wurden von der allgemeinen Berufsausübung auf diesem Feld bis zum Jahr 1937 weitgehend ausgeschlossen. Helfer in Steuersachen bedurften einer allgemeinen Erlaubnis des Finanzamts nach § 107 a RAO zur Berufsausübung. „Juden … sind grundsätzlich ausgeschlossen, mit Ausnahme von solchen Steuern, die von einer jüdischen Religionsgesellschaft erhoben werden. In letzterem Falle bedarf es keiner besonderen Erlaubnis des Finanzamts.“ Devisenberater bedurften der Erlaubnis des Oberfinanzpräsidenten als Devisenstelle. „… Juden … wird die Erlaubnis nicht erteilt.“ Ende 1936 wurden Juden von der Tätigkeit des Bücherrevisors ausgeschlossen. Bei Wirtschaftsprüfern war die Situation allerdings noch 1938 anders:

„Der Kamerad muss blutsverbunden sein. Deshalb ist es im Interesse der Berufsgemeinschaft aller deutschen Wirtschaftstreuhänder weiterhin an der Zeit, daß die im Wirtschaftsprüferberufe auch heute noch tätigen ‚öffentlich bestellten‘ jüdischen Wirtschaftsprüfer endlich restlos ausgemerzt werden. Wenngleich ein weiterer Zufluß von Juden zu diesem Berufe 1936 gesperrt worden ist, so erfaßt diese Sperre die schon tätig gewesenen Juden nicht. Für eine nationalsozialistische Berufsführung bleibt es m. E. untragbar, Berufsführung – wenn auch nur formell – zugleich auch für jüdische Berufsangehörige zu sein. Die große Zahl vorhandener deutscher Berufsangehöriger ist im Können nicht so klein, um diese jüdischen „Koryphäen“ nicht entbehren zu können.“

Ab 1. Februar 1943 bis Ende März 1945 war Fresdorf als Syndikus bei der Treuhand-Vereinigung AG, mit Sitz in Berlin, tätig. Die Niederlassung Köln wurde seit 1935 neben Hermann Dietes von Albert Meier betreut. Die Treuhand-Vereinigung AG soll bei der „schleichenden Arisierung“ von Heiligendamm eine Rolle gespielt haben, worüber im Laufe des Jahres 2007 berichtet wurde.
Seinen Versuchen einer unabhängigeren Berufsausübung als Freiberufler, ob nun als Selbständiger, Partner oder auch als Angestellter oder durch den Erwerb einer Zusatzqualifikation mit Berufserlaubnis war während der ganzen Zeit des Nationalsozialismus der Erfolg versagt. Er wollte gerne, wie er dies nachdrücklich selbst in zeitgenössischen Lebensläufen mit Verweis auf einzelne Beispiele anderer ehemaliger Sozialdemokraten bekundet hat, im nationalsozialistischen Staat mit seinem Fachwissen mitarbeiten, blieb aber letztlich ausgegrenzt, ohne jedoch jemals direkten Repressionen ausgesetzt zu sein. Gegen die im Raum stehenden Vorwürfe, „Marxist“ und „Atheist“, wie schon 1931/32 von NS-Stadtverordneten in Köln vorgetragen, sowie ein „Parteibuchbeamter“ zu sein, verteidigte er sich mit dem Hinweis auf seine ihm schon von Haus aus anerzogene nationale und christliche Einstellung und seine sachliche Art der Amtsführung oder auch seine guten Beziehungen zur Reichswehr in seiner Brandenburger Amtszeit, die er als einer der ganz wenigen sozialdemokratischen Oberbürgermeister gepflegt habe. Zumindest bis etwa 1936 ist nachgewiesen, dass er in seinen Anträgen solche Tatsachen, die als Pluspunkte in den Augen der neuen Machthaber wirken und ihn trotz seiner langjährigen SPD-Zugehörigkeit mit gelegentlich durchaus markigen, parteipolitisch gefärbten öffentlichen Äußerungen in seiner Brandenburger Amtszeit, in ein relativ positives Licht setzen konnten, mit ins Feld führte.
Die außerordentlich starke politische Inanspruchnahme aller wirtschaftsprüfenden und steuerberatenden Berufe durch ihre umfassende Einbeziehung in die nationalsozialistische Wirtschafts- und Rechtsordnung stellt Weyershaus eingehend in seiner Studie zur Wirtschaftsprüfung ab 1931 dar. Hieraus ergibt sich, dass Fresdorf sich nicht in eine Nische zurückgezogen hatte, wenn er als Jurist im mittleren Lebensalter ein neues Betätigungsfeld fand. Vor dem Jahr 1945 war Fresdorf in Köln-Lindenthal Gemeindeverordneter der evangelischen Kirchengemeinde. Mit dem späteren Stadtsuperintendenten Encke, der als ein herausragender Kölner Vertreter der Bekennenden Kirche bekannt ist, war er Indizien zufolge schon in den 30er Jahren persönlich bekannt.

### Oberbürgermeister von Eisenach und Haft im NKWD-Lager
Nach dem Ende des Zweiten Weltkrieges wurde Fresdorf auf der Durchreise von der amerikanischen Militärbehörde mit Wirkung vom 7. Mai 1945, nach der Einnahme der Stadt am 6. April 1945, zum Oberbürgermeister der Stadt Eisenach bestimmt und mit der Leitung aller Regierungsbehörden im Amtsbereich Eisenach einschließlich aller Unterbehörden von Reichsstellen beauftragt. US-Stadtkommandant war zu dieser Zeit LTC Knute Hanston. Etwas später folgte MAJ Bassinor diesem im Amt. Er ergriff als Oberbürgermeister die Initiative und versuchte Kontakte zu den bestellten Oberbürgermeistern anderer großer thüringischer Städte anzuknüpfen, um miteinander ins Gespräch zu kommen, Treffen für den fachlichen Austausch zu vereinbaren, und eine Zusammenarbeit auf kommunaler Ebene anzubahnen. 1945 begegnete Fresdorf dem früheren Kölner Beigeordnetenkollegen Ernst Schwering, der den Transport zur Rückholung von befreiten Kölner Buchenwaldhäftlingen begleitete.
Fresdorf wollte von Eisenach aus nach Köln zurückkehren, bekam aber von der US-Militärregierung keine Erlaubnis und sollte auch beim Abzug der Amerikaner auf seinem Posten als Oberbürgermeister bleiben. Bereits am 25./26. Juli wurde er von den sowjetischen Besatzungstruppen unter der Anschuldigung eines Devisenvergehens abgesetzt und verhaftet. Diese Begründung ist allerdings nur eine von mehreren Versionen und wurde, soweit bekannt, nicht offiziell mitgeteilt. Varianten der Begründung lauten beispielsweise, bei der Hausdurchsuchung am Verhaftungstag sei Gold gefunden worden, oder es seien Briefe und Schriftstücke gefunden worden, in denen Ernst Fresdorf als „Bürgermeister“ und „Jurist“ bezeichnet wurde. Die Stadtkommandantur erklärte offiziell in der Besprechung mit der deutschen Verwaltung, die Absetzung sei wegen schlechter Arbeit und schlechter Ausführung der erteilten Befehle erfolgt. Belegt ist, dass kurze Zeit vor der Verhaftung eine Kommission aus sowjetischen Offizieren in Eisenach eintraf, die äußerte, es seien in Eisenach noch viel zu wenige Faschisten verhaftet worden und darauf drängte, dass Anstrengungen in dieser Richtung zu intensivieren seien. Es wäre naheliegend, die Verhaftungsaktion auch hierauf zurückzuführen. In der Familie wurde überliefert, Fresdorf habe einen Aufruf an die sowjetischen Soldaten erlassen, nicht zu plündern, sondern die eigenen Magazine zu nutzen. Das habe ihm die Besatzungsmacht verübelt und er sei daraufhin verhaftet worden. Er selbst schrieb 1950 von Köln aus an den Oberbürgermeister von Mannheim, einen alten Kollegen, er sei von der KPD denunziert worden.
Fresdorf wohnte als Oberbürgermeister von Eisenach auf der Wartburg in der Wohnung des bis zur Wiederbelebung des Amtes 1992 zunächst letzten Burghauptmanns, des Kunsthistorikers Hans Albrecht von der Gabelentz-Linsingen. Dort fand auch die Verhaftung am frühen Morgen statt. Laut Unterlagen des Deutschen Roten Kreuzes von 1990 wurde in den sowjetischen Häftlingslisten bei Ernst Fresdorf der Verhaftungsgrund „Bürgermeister“ angegeben. Nach seiner Verhaftung war er zunächst über mehrere Wochen ein „persönlicher Gefangener“ des Stadtkommandanten und war in einem Gefängnis in Eisenach inhaftiert. Allem Anschein nach gab es weder eine Anklage, noch eine Verurteilung und daher auch kein Gerichtsverfahren oder eine Verteidigungsmöglichkeit für Fresdorf.
Am 18. September 1945 wurde er in das Speziallager 2 des NKWD in Buchenwald bei Weimar überführt. Dort blieb er bis zur Auflösung der Lager im Februar 1950 inhaftiert. Damit zählt er zu den „administrativ Repressierten“ der Stalinära, die nach der gegenwärtig vertretenen Position der zuständigen Stellen der Russischen Föderation ohne künftige Gesetzesänderungen nicht mit einer Rehabilitierung wegen zu Unrecht erlittener Verfolgung oder Bestrafung rechnen können. Auch Auskünfte aus, oder Einsicht in Personenakten über ehemalige Häftlinge werden nicht gewährt. In der gesamten fünfjährigen Internierungszeit durfte Fresdorf, wie die meisten Häftlinge des Speziallagers Nr. 2 in Buchenwald, nicht arbeiten. Gespräche mit Mitgefangenen waren aber möglich. Seine bevorstehende Entlassung wurde Angehörigen innerhalb der DDR über einen etwas früher entlassenen Mithäftling angekündigt. Für Fresdorf gab es während der gesamten Zeit im Lager ansonsten keine Möglichkeit zu Außenkontakten.
Lotte Fresdorf gab um 1947 an, sie habe sich auf verschiedenen Wegen um Auskünfte, Informationen und auch die Freilassung ihres Mannes erfolglos bemüht, unter anderem über das Ostbüro der SPD in Berlin bei Fritz Ebert junior, bei dem Thüringer Landesbischof Moritz Mitzenheim, dem Münchner Kardinal Michael von Faulhaber und beim DRK-Suchdienst. Gleichgerichtete Bemühungen wurden mit nur spärlichem Erfolg auch über die Kampfgruppe gegen Unmenschlichkeit unternommen. Nach der Entlassung im Februar 1950 folgte ein kurzer Aufenthalt in Eisenach, dann die Flucht über Dessau und Berlin (West) nach Köln. Fresdorf kam gesundheitlich angeschlagen aus der Haft zurück. In einem Haus der Quäker in Bad Pyrmont wurde er vorübergehend zur Erholung und Genesung aufgenommen und versorgt.

### Nachkriegstätigkeit in Köln
Vom März 1950 bis 1954 war Fresdorf Stadtdirektor, Stellvertreter des Hauptverwaltungsbeamten, Dezernent für das Statistische Amt und Liegenschaftsdezernent, ab 1. Oktober 1953 auch Dezernent für Wirtschaft und Häfen in Köln.
Nach seiner Pensionierung 1954 war er noch ungefähr ein Jahr für die Messe Köln tätig, die sich damals nur teilweise in öffentlichem Besitz befand. Die Stadtverwaltung legte im Oktober 1954 großen Wert darauf, ihn auf Privatdienstvertrag befristet weiterzubeschäftigen, um eine Reihe von Projekten aus dem Bereich der Stadtplanung und in der Anlaufphase den ab 1. April 1954 erstmals tätig gewordenen Umlegungsausschuss weiter von ihm betreuen zu lassen. So konnte man die damals auf gesetzlichem Wege eingeführte Altersdiskriminierung doch noch ein wenig umgehen, denn trotz der noch nicht abgelaufenen Wahlzeit musste Ernst Fresdorf nach Erreichen der Altersgrenze laut Landesbeamtengesetz zum 1. Oktober 1954 ausscheiden. Eine von der Stadt gewünschte und beantragte ausnahmsweise Dienstzeitverlängerung lehnte der Regierungspräsident ab. Ehrenamtlich engagierte er sich unter anderem beim DRK in Köln, in Gremien der 1951 gegründeten Antoniter Siedlungsgesellschaft mbH im Evangelischen Kirchenverband Köln und Region (ASG) sowie bei einem Altenheimträger. Wahrscheinlich im Rahmen seiner Mitarbeit beim DRK, war Fresdorf auch in der Hilfe für Ungarnflüchtlinge 1956 tätig. Er war Vorsitzender der Gesamtleitung der ersten Kölner Bundesgartenschau 1957 im Rheinpark-Gelände und legte den von ihm unterzeichneten Schlussbericht zur BUGA 1957 vor.
Fresdorf starb im Oktober 1967 im Alter von 78 Jahren in Köln. Die Familiengrabstätte befindet sich auf dem Kalker Friedhof in Köln-Merheim.

## Werke
- Das Gläubigeranfechtungsrecht als Grundlage der Widerspruchsklage. Borna-Leipzig, 1913.
- Der Kampf der Stadt Magdeburg um den Erwerb der Zitadelle. In: Magdeburger Amtsblatt 1926. Jg. 3, S. 391–392.

An namentlich nachweisbaren Veröffentlichungen Fresdorfs sind darüber hinaus nur wenige kleinere Aufsätze zu Fachthemen aus der Zeit vor 1933 bekannt.

## Archivalische Quellen
- Stadtarchiv Magdeburg, Personalakten, Akten zur Theaterausstellung und andere.
- Stadtarchiv Eisenach, Personalakten, Besprechungen mit der Besatzungsmacht.
- Historisches Archiv der Stadt Köln, Akten zur Stellenbesetzung und andere (Stand vor dem Einsturz, eingesehen ca. 1991 vor Ort in der Severinstraße).
- Brandenburgisches Landeshauptarchiv (in Potsdam), Bestand 2.2 Regierungsbezirk Potsdam: 2.2.1 Regionalbehörden – Regierung Potsdam, Akten der Kommunalaufsicht.
- Geheimes Staatsarchiv Preußischer Kulturbesitz, Bestände Preußisches Oberverwaltungsgericht (auch vor der Wende am Sitz in Berlin-Dahlem deponiert) sowie Reichs- und Preußisches Ministerium des Innern, Kommunalaufsicht (bis ca. 1994 am Auslagerungsort Merseburg deponiert, dann nach Berlin zurückgeführt).
- LAV NRW, Hauptstaatsarchiv Düsseldorf Gerichte Rep. 11 Nr. 1718.
- Bezirksregierung Düsseldorf (Dezernat 10, Wiedergutmachung, nach Integration der Landesrentenbehörde ab 1. Januar 1995, zunächst als Abteilung 7), Bundeszentralkartei (BZK) als zentrales und gemeinsames Register des Bundes und der Länder (Dokumentation durchgeführter Entschädigungsverfahren aus allen Entschädigungsbehörden der Bundesrepublik) sowie Wiedergutmachungsarchiv: Akten aus allen ehemaligen Entschädigungsbehörden des Landes Nordrhein-Westfalen (Aktenarchiv, Entschädigungsakten) [Benutzbarkeit eingeschränkt; der Autor hatte ca. 1991 komplette Einsicht].
- Staatsarchiv Hamburg, Stellenbesetzungen Bergedorf.
- Stadtarchiv Hagen in Westfalen, Stellenbesetzungen.
- Bundesarchiv, Abteilung R – Deutsches Reich 1495 bis 1945 (Sitz: Berlin-Lichterfelde), Bestand R 3001 Reichsjustizministerium 1867–1945, personenbezogener Aktenvorgang.
- Stadt Köln, Personalamt, Personalakten der politischen und Wahlbeamten [Benutzbarkeit eingeschränkt; der Autor hatte ca. 1991 komplette Einsicht].
- Thüringisches Hauptstaatsarchiv Weimar, Bestand Land Thüringen, Zentralbehörden (1920–1952), Büro des Ministerpräsidenten: Schriftverkehr MP Dr. Rudolf Paul mit dem Verwaltungschef der SMA Thüringen Gardegeneralmajor Iwan S. Kolesnitschenko und dem Bezirksvorsitzenden der SPD Thüringen Dr. Hermann L. Brill.
- Friedrich-Alexander-Universität Erlangen-Nürnberg, Universitätsarchiv, UAE: C2/3 Nr. 3579, Promotion am 2. März 1913.
- Stadtarchiv Mannheim, Nachlass Hermann Heimerich, Korrespondenz.
- Wartburg-Stiftung Eisenach, Archiv, Tagebuch Nr. 16, Bl. 330, 333 und 343 sowie Stiftungs-Akte Nr. 487, Bl. 68.
- Nachlässe Erich Fresdorf, Kurt Fresdorf, Gisela Fresdorf (Privatbesitz).

## Sonstige Quellen
- Auskünfte von Zeitzeugen (mündlich und schriftlich, Privatbesitz)
- Privatschreiben Lotte Fresdorf (Privatbesitz)
- Pressearchive Kölner Stadtanzeiger und Kölnische Rundschau (Verlag M. DuMont Schauberg)
- Nachlassakten des Amtsgerichts Magdeburg (Nachlass Agnes Bühring geb. Schmidt, 1949 ff.)